# Michel Robin
| Michel Robin                              | Michel Robin                                |
| Kattints az alábbi külső linkek egyikére! | Kattints az alábbi külső linkek egyikére!   |
| ----------------------------------------- | ------------------------------------------- |
| Nem található szabad kép.(?)              |                                             |
| külső link · jogvédett                    | Képe a Toute La Culture.fr weboldalon       |
| külső link · jogvédett                    | 1990 áprilisában, a Molière-díj átvételekor |

Michel Robin (Reims, 1930. november 13. – Rambouillet, Yvelines, 2020. november 18.) francia színész.

## Fontosabb filmjei
Mozifilmek
- Ki vagy te, Polly Maggoo? (Qui êtes-vous, Polly Maggoo?) (1966)
- Vallomás (L'aveu) (1970)
- Léon és az Atlanti Fal (Le mur de l'Atlantique) (1970)
- Kakaskodó kakasfogó (La coqueluche) (1971)
- Valahol valaki (Quelque part quelqu'un) (1972)
- A Dominici-ügy (L'affaire Dominici) (1973)
- Meghívó szombat délutánra (L'invitation) (1973)
- Jákob rabbi kalandjai (Les aventures de Rabbi Jacob) (1973)
- Ítélet (Verdict) (1974)
- A szeretet a legfontosabb (L'important c'est d'aimer) (1975)
- Nem is olyan rossz ember... (Pas si méchant que ça) (1975)
- Hajtóvadászat (La traque) (1975)
- A játékszer (Le jouet) (1976)
- Kis kiruccanások (Les petites fugues) (1979)
- Női fény (Clair de femme) (1979)
- Balfácán (La chèvre) (1981)
- Mario Ricci halála (La mort de Mario Ricci) (1983)
- Az üldözött és a vak (Une pierre dans la bouche) (1983)
- A kívülálló (Le marginal) (1983)
- Elrejtett érzelmek (L'amour en douce) (1985)
- Férjek, feleségek, szeretők (Les maris, les femmes, les amants) (1989)
- Totó, a hős (Toto le héros) (1991, hang)
- Tini démon (La gamine) (1992)
- Az évszázad gyermekei (Les enfants du siècle) (1999)
- Köszi a csokit (Merci pour le chocolat) (2000)
- Amélie csodálatos élete (Le fabuleux destin d'Amélie Poulain) (2001)
- Furkó fakabátok (Gomez & Tavarès) (2003)
- Belleville randevú – Francia rémes (Les triplettes de Belleville) (2003, hang)
- Black Mor szigete (L'île de Black Mór) (2004, hang)
- Hosszú jegyesség (Un long dimanche de fiançailles) (2004)
- Az Éden nyugatra van (Eden à l'Ouest) (2009)
- Búcsú a királynémtól (Les adieux à la reine) (2012)
- Szia nagyi, Isten veled! (Adieu Berthe – L'enterrement de mémé) (2012)
- A végakarat (Vous n'avez encore rien vu) (2012)
- Egy lélegzetnyire (Dans la brume) (2018)

Tv-filmek
- A nagy várakozások (Les grandes espérances) (1968)
- Májusi vihar (Gewitter im Mai) (1987)

Tv-sorozatok
- Az O Ügynökség aktái (Les dossiers de l'agence O) (1968, 13 epizódban)
- Vidocq újabb kalandjai (Les nouvelles aventures de Vidocq) (1971, egy epizódban)
- Balzac nagy szerelme (Wielka milosc Balzaka) (1973, hét epizódban)
- Kurtizánok tündöklése és nyomorúsága (Splendeurs et misères des courtisanes) (1975–1976, hat epizódban)
- Maigret felügyelő (Les enquêtes du commissaire Maigre) (1976–1987, három epizódban)
- Az Öreg (Der Alte) (1977, egy epizódban)
- Rózsaszín sorozat (Série rose) (1990, egy epizódban)
- Együtt a család (Merci, les enfants vont bien!) (2007, egy epizódban)